# تپه سبز (تپه سوز)
تپه سبز (تل سوز) مربوط به دوران پیش از تاریخ ایران باستان است و در شهرستان بهبهان، بخش مرکزی، روستای منصوریه واقع شده و این اثر در تاریخ ۲۹ دی ۱۳۴۹ با شمارهٔ ثبت ۹۰۷ به‌عنوان یکی از آثار ملی ایران به ثبت رسیده است.